# ألبرت غيمريتش
ألبرت غيمريتش (13 فبراير 1955

 في هاغويناو) (بالفرنسية: Albert Gemmrich)‏ لاعب كرة قدم فرنسي معتزل كان يجيد اللعب في مركز المهاجم .
لعب غيمريتش في أندية ستراسبورغ (1973-1979) بوردو (1979-1982) ليل (1982-1983) ستراسبورغ مجددا (1983-1984) نيس (1984-1986) .
شارك غيمريتش مع منتخب فرنسا في 5 مباريات دولية مسجلا هدفين في سنة 1978 .
تولى غيمريتش تدريب نادي ستراسبورغ (1989) .

## روابط خارجية
- ألبرت غيمريتش على موقع الاتحاد الأوربي (الإنجليزية)
- ألبرت غيمريتش على موقع قاعدة بيانات كرة القدم.إي يو (الإنجليزية)
- ألبرت غيمريتش على موقع ناشيونال فوتبول تيمز (الإنجليزية)